# Heuerßen
Heuerßen är en kommun och ort i Landkreis Schaumburg i förbundslandet Niedersachsen i Tyskland.
Kommunen ingår i kommunalförbundet Samtgemeinde Lindhorst tillsammans med ytterligare tre kommuner.